# Хав'єр Мілей
Хав'є́р-Хера́рдо Міле́й (ісп. Javier Gerardo Milei, нар. 22 жовтня 1970, Буенос-Айрес) — аргентинський політик та економіст, який обіймає посаду президента Аргентини з грудня 2023 року. Мілей викладав університетські курси з макроекономіки, економічного зростання, мікроекономіки та математики для економістів. Він є автором книг з економіки та політики, а також вів радіопрограми на цю тему. Погляди Мілея вирізняють його в аргентинському політичному ландшафті, привертають значну увагу громадськості та викликають поляризовану реакцію.
У листопаді 2021 року Мілей був обраний до Палати депутатів Аргентини, представляючи місто Буенос-Айрес від коаліції La Libertad Avanza. Як депутат, він обмежив свою законодавчу діяльність голосуванням, зосередившись на критиці політичної еліти Аргентини та її схильністю до високих державних витрат. Мілей пообіцяв не підвищувати податки й пожертвував свою зарплату депутата під час щомісячної лотереї. Він переміг міністра економіки Серхіо Массу у другому турі президентських виборів 2023 року на платформі, яка вважала ідеологічне домінування перонізму відповідальним за валютну кризу в Аргентині, що триває.
Мілей відомий своєю яскравою особистістю, відмінним особистим стилем і сильною медіаприсутністю. У політичному плані його характеризують як правого популіста і правого лібертаріанця, він підтримує економіку laissez-faire, зокрема, мінархічні та анархо-капіталістичні принципи. Мілей запропонував комплексний перегляд фіскальної та структурної політики країни. Він підтримує свободу вибору в питаннях наркополітики, вогнепальної зброї, проституції, одностатевих шлюбів, сексуальних уподобань та гендерної ідентичності, виступаючи проти абортів та евтаназії. У зовнішній політиці він виступає за тісніші відносини зі Сполученими Штатами та Ізраїлем, підтримує Україну у війні з Росією і дистанціює Аргентину від геополітичних зв'язків з Китаєм.

## Ранні роки та освіта
Хав'єр-Херардо Мілей народився 22 жовтня 1970 року в престижному районі Палермо (Буенос-Айрес). Мати Мілея, Алісія, була домогосподаркою, а батько, Норберто, — підприємцем, що займався пасажирськими перевезеннями. Його батько має італійське походження, а мати, до шлюбу Лусіч, — хорватське. Вони є родичами уругвайського телеведучого Родріго Лусіча, який розповів, що його дідусь і бабуся мігрували з Хорватії до Аргентини. Його батьки, за словами Мілея 2018 року, били і словесно ображали його, через що він не розмовляв з ними протягом десяти років; він вважав їх для себе мертвими. Його підтримували бабуся по материнській лінії та молодша сестра Каріна, з якою він мав тісний зв'язок і яку він називає «босом».
Хав'єр Мілей відвідував католицькі школи, зокрема середню школу Кардинала Копельйо у столичному районі Вілья-Девото, а згодом з родиною переїхав до міста Саенс-Пенья в провінції Буенос-Айрес. У школі отримав прізвисько «Божевільний» (ісп. el Loco) за свої спалахи та агресивну риторику. У підлітковому та ранньому дорослому віці Мілей співав у кавер-гурті Everest, яка здебільшого грала кавери на Rolling Stones. Він також грав воротарем у футбольній команді «Чакаріта Хуніорс» до 1989 року, коли Аргентина переживала період гіперінфляції, і він присвятив себе кар'єрі економіста.
На початку 1980-х років Мілей зацікавився економікою через падіння обмінного курсу аргентинської валюти. Мілей вивчав вступ до економіки та закон попиту і пропозиції, який, на його думку, суперечив гіперінфляції, що тривала; він казав, що бачив, як люди «кидаються на товар» у супермаркеті, і почав вивчати економіку більш детально, аби зрозуміти її. Мілей здобув ступінь ліценціата з економіки в приватному Університеті Бельграно та два магістерські ступені в Інституті економічного та соціального розвитку та приватному Університеті Торкуато ді Телла.

## Економічна кар'єра
Понад 20 років Мілей був професором макроекономіки, економіки зростання, мікроекономіки та математики для економістів. Він спеціалізується на економічному зростанні та викладав кілька економічних дисциплін в аргентинських університетах та за кордоном. Станом на 2016 рік він написав понад 50 наукових праць.
До 2016 року Мілей був головним економістом приватної пенсійної компанії Máxima AFJP, головним економістом фінансової консалтингової компанії Estudio Broda, головним економістом Corporación América, а також урядовим консультантом Міжнародного центру з урегулювання інвестиційних спорів. Він також був старшим економістом в HSBC Argentina. Він працював головним економістом у кількох національних державних та міжнародних органах. З 2012 року Мілей очолює відділ економічних досліджень у національному аналітичному центрі Fundación Acordar. Він також є членом B20 та членом Групи з питань економічної політики Міжнародної торгівельної палати, радником G20. Протягом 15 років працював у приватній компанії Corporación América головним економістом та фінансовим радником Едуардо Ернекяна.
Мілей є автором кількох книг, в тому числі «Шлях лібертаріанця» (ісп. El camino del libertario). Він мав помітну присутність на телебаченні: згідно з рейтингом Ejes, складеним 2018 року, він є найбільш інтерв'юйованим економістом на телебаченні — 235 інтерв'ю тривалістю 193 347 секунд. Мілей також у 2017—2022 роках вів власне радіошоу «Руйнуючи міфи» (ісп. Demoliendo mitos), в якому регулярно брали участь альбердіанські та праві лібертаріанські діячі, в тому числі економіст і бізнесмен Густаво Лаццарі, юрист Пабло Торрес Барте та політологиня Марія Сальдівар.

## Рання політична кар'єра

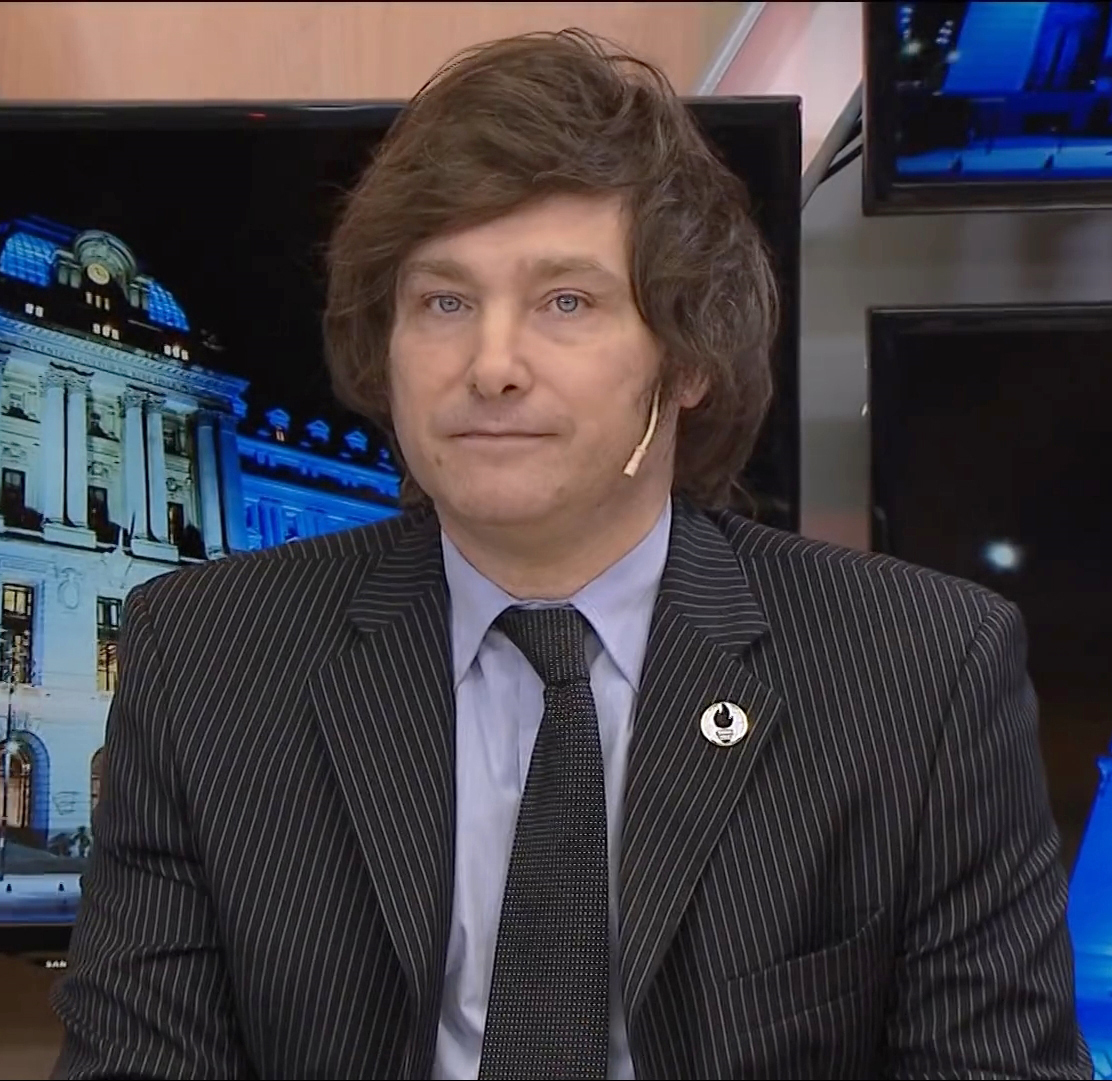
Мілей під час інтерв'ю, 2019 рік

У 2010-х роках Мілей здобув значну популярність і публічний розголос у дебатах на аргентинських телевізійних програмах, які характеризувалися образами на адресу його суперників, нецензурною лайкою та агресивною риторикою при вираженні та обговоренні своїх ідеалів та переконань, як, наприклад, у дебатах з головою уряду Буенос-Айреса Орасіо Родрігесом Ларретою. Це змусило багатьох коментаторів назвати його антиполітичним або деструктивним. Американський сенатор Тед Круз поділився інтерв'ю між Вівіаною Каноса і Мілеєм у Twitter, жартома запропонувавши запросити його на президентські дебати Республіканської партії 2024 року.
У лютому 2017 року Мілей викликав суперечки, назвавши Домінго Кавальйо найкращим міністром економіки Аргентини — через несприятливий імідж Кавальйо в країні. У листопаді 2017 року він викликав галас, заявивши, що «головним виробником аргентинських економістів є марксистський центр індоктринації», маючи на увазі факультет економічних наук Університету Буенос-Айреса, що призвело до того, що він назвав «повсюдним розповсюдженням кейнсіанських грубіянів».
26 червня 2018 року Мілей назвав журналістку Тересіту Фріас «віслючкою» (ісп. burro, на аргентинському сленгу означає «невіглас» або «неосвічений») після того, як вона розкритикувала його ідеологічні погляди як тоталітарні. Оскільки він відмовився просити вибачення, Мілея звинуватили в гендерному насильстві, і місцевий суд призначив психологічну експертизу. Суддя з питань сім'ї та гендеру Кармело Пас заборонив йому брати участь у публічних зібраннях як учаснику дискусії або лектору в межах міста Метан під загрозою судового позову. 2018 року він дебютував як актор у п'єсі «Консультант Мілея» з Клаудіо Ріко та Дієго Сукалеска. 2019 року журнал Noticias назвав його одним із найвпливовіших людей в Аргентині. 2020 року виступив на підтримку протестів проти уряду Альберто Фернандеса.

### Парламентські вибори 2021 року
З 2020 по 2021 рік Мілей був членом політичної партії «Свобода наступає» (ісп. Avanza Libertad), заснованої Хосе Луїсом Еспертом. Під час своєї передвиборчої кампанії до Палати депутатів Аргентини Мілей зосередився на районах Буенос-Айреса, де він прогулювався та спілкувався з простими людьми. Він пообіцяв не підтримувати жодного підвищення податків чи запровадження нових податків. Він балотувався під гаслом «Я прийшов сюди не для того, щоб вести ягнят, а щоб розбудити левів», засуджуючи те, що він вважав політичною кастою, яка, за його словами, складається з «нікчемних, паразитичних політиків, які ніколи не працювали». Він назвав політиків щурами і сказав, що вони утворюють паразитичну касту, яка думає лише про збагачення. Він використовував фрази на кшталт «Я тут, щоб вигнати цих злочинців», і його особливо підтримувала молодь; він просував свої політичні погляди на телебаченні, радіо та YouTube. Крім того, Мілей помирився з батьками.
У липні 2021 року Мілей створив коаліцію «Свобода наступає» (ісп. La Libertad Avanza), яка посіла третє місце на праймериз з 13,66 % голосів і третє місце на парламентських виборах 2021 року з 17 %, а ультраправа коаліція увійшла до аргентинського Конгресу. Вони показали найкращі результати в Кордові та Санта-Фе, другому та третьому за чисельністю населення районах країни, а також добре виступили в опорних пунктах пероністів у Північному Тукумані, Сальті, Ла-Ріоха, Сан-Хуані та Санта-Крусі в Патагонії, який вважається колискою кіршнеризму.

## Депутат
Вступивши на посаду депутата, Мілей виконав одну зі своїх передвиборчих обіцянок, розігруючи щомісяця свою зарплату серед випадкових людей, аби «повернути гроші громадянам». Він описав цей щомісячний розіграш, в якому може взяти участь будь-хто, як спосіб позбутися того, що він вважав брудними грошима, сказавши: «Держава — це злочинна організація, яка фінансує себе коштом податків, що стягуються з людей силою. Ми повертаємо гроші, які вкрала політична каста». З моменту його обрання до парламенту щомісячна лотерея на його зарплату розіграла понад сім мільйонів песо. Станом на квітень 2023 року Мілей як депутат був присутній у парламенті 52 відсотки часу. Станом на серпень 2023 року він не запропонував жодного законопроєкту і не приєднався до жодної парламентської комісії. Одна з його відсутностей була особливо розкритикована опозиційною партією «Разом за зміни» (ісп. Juntos por el Cambio), оскільки це дозволило уряду країни перевагою в один голос підвищити податки на авіаквитки.
У липні 2023 року Мілей зіткнувся з розслідуванням щодо ймовірного продажу кандидатур у своїй коаліції. Бізнесмен Хуан-Карлос Блумберг заявив, що коаліція «перетворила політику на бізнес», що спонукало Мілея заперечувати наявність проплачених кандидатів. Мілея також звинувачували у фінансуванні та підтримці перонізму. Журналіст Хуан-Луїс Гонсалес заявив, що Мілей «дозволяв фінансувати себе урядам провінцій, отримував технічну, логістичну та грошову допомогу від перонізму, з яким він нібито бореться, погрожував усім, хто хотів відкрити рота». Заяви прокурора Раміро Гонсалеса не містили конкретних даних щодо цих звинувачень. Станом на липень 2023 року розслідування все ще тривало, але Мілей відкинув його як політичну операцію з його дискредитації і зажадав, щоб щодо Раміро Гонсалеса було проведено розслідування, звинувативши його в тому, що він завдав шкоди його іміджу.

## Вибори 2023 року

### Передвиборча кампанія

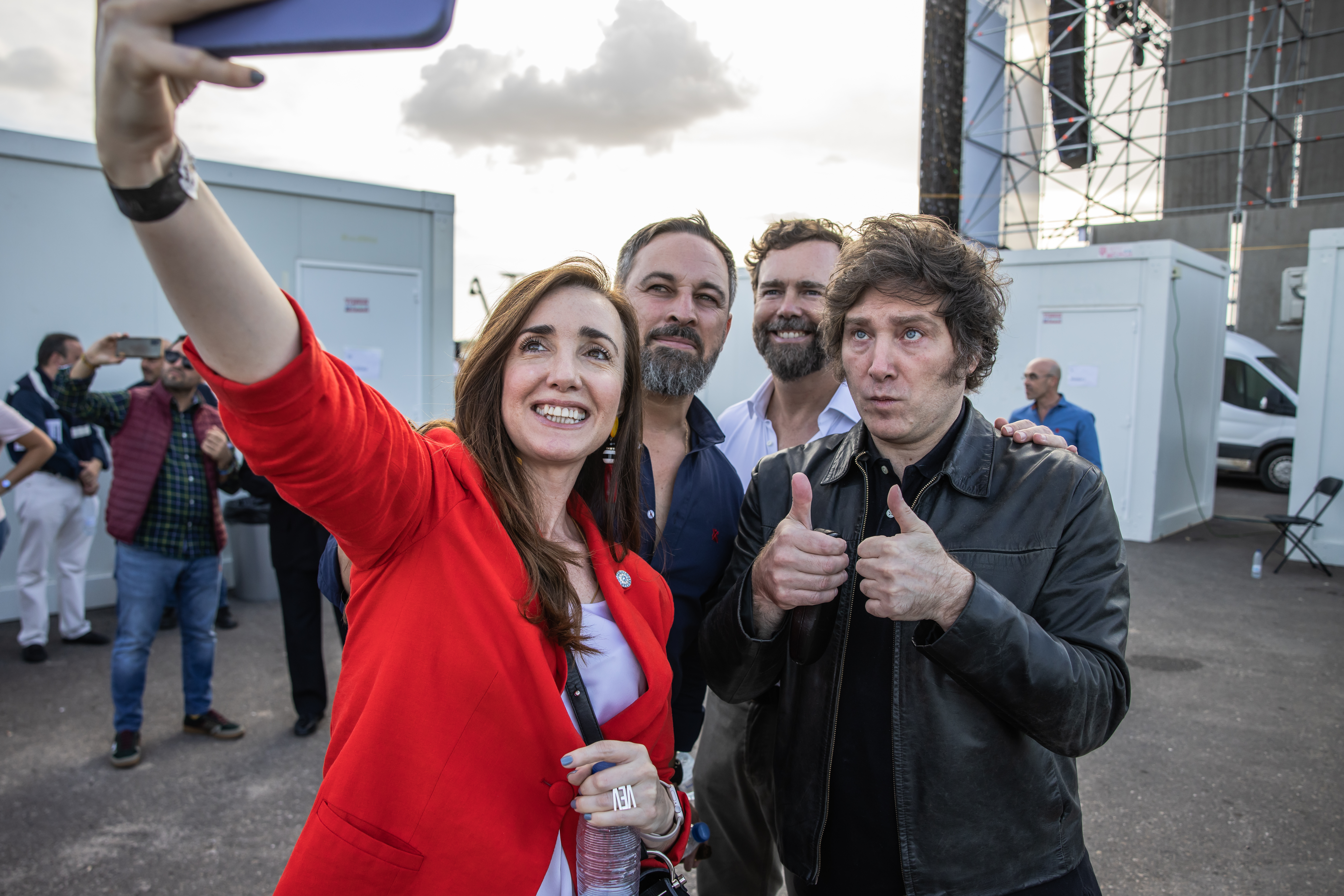
Мілей з Вільярруель, жовтень 2022

Мілей, як член Лібертаріанської партії, балотувався на посаду президента Аргентини від «Свобода наступає». Його напарницею на виборах була Вікторія Вільярруель. Його молодша сестра, Каріна Мілей, керувала його передвиборчою кампанією. У травні 2022 року Мілей зростав у рейтингах. У червні 2022 року він офіційно розпочав свою президентську кампанію. У березні 2023 року опитування показало, що 17 % аргентинців проголосують за нього, а його політична коаліція стане третьою парламентською силою в аргентинському Конгресі. Його риторика була привабливою для виборців віком до 30 років, які народилися під час Великої аргентинської депресії 1998—2002 років і стикаються з економічною стагнацією, що досі триває. Серед його прихильників є й ті, хто колись голосував за Кіршнер, але тепер проголосував би за Мілея на знак протесту, навіть якщо вони не підтримують його економічні ідеї.
Коли у травні 2023 року інфляція перевищила 100 відсотків, позиції Мілея в опитуваннях зросли. У червні 2023 року ринки вітали висунення Серхіо Массу в президенти, оскільки це поляризувало вибори між керівною партією та «Разом за зміни», зменшивши так званий «фактор Мілея». Серед помітних моментів кампанії Мілея — вірусне відео, на якому він відриває від дошки картки з назвами міністерств, які він хоче скасувати, і підкидає їх у повітря, вигукуючи «геть» (ісп. afuera), орудував бензопилою на сцені, розбив в прямому ефірі піньяту, що символізує його плани, назвав Папу Римського Франциска брудним ліваком, а американського гангстера Аль Капоне героєм.

### Праймериз та загальні вибори
На праймериз у серпні 2023 року, який розглядався як показник того, як громадяни, ймовірно, проголосують на загальних виборах у жовтні 2023 року, Мілей став провідним кандидатом, отримавши 30 % голосів, випередивши традиційних кандидатів-пероністів, кіршнеристів і макристів, які домінували в країні в 2010-х роках. Перемогу Мілея святкували праві діячі, серед яких Жаїр Болсонару, Хосе Антоніо Каст, Тед Круз та іспанська ультраправа політична партія «Вокс». Опитування передбачали, що Масса отримає найбільшу кількість голосів як кандидат на праймеріз, а коаліція «Разом за зміни», як очікувалося, отримає найбільшу підтримку в цілому; Мілей набрав близько 20 відсотків голосів і вважався кандидатом-аутсайдером. Спочатку, для першого туру загальних виборів, з можливістю проведення другого туру в листопаді, пероністи розглядали Мілея як можливого союзника, який би розділив голоси коаліції «Разом за зміни».
У результаті його сильного виступу на праймериз, Мілей вважався лідером на загальних виборах. Його піднесення було вміщено в контекст останніх двох президентів — Маурісіо Макрі та Альберто Фернандеса. 22 жовтня Мілей вийшов до другого туру, в якому зустрівся з Массою, що, як показали опитування, було дуже напруженою боротьбою. У другому турі, що відбувся 19 листопада, Мілей переміг Массу з великим відривом, і ці вибори були названі історичними. Це був найвищий відсоток голосів з моменту переходу Аргентини до демократії. Спостерігачі загалом розцінили перемогу Мілея як ознаку радше невдоволення статус-кво, аніж підтримки його політики, а його перемогу порівнювали з перемогою Дональда Трампа у США та Жаїра Болсонару в Бразилії. У Національному конгресі коаліція Мілея отримала близько 20 % у Палаті депутатів і 10 % у Сенаті. У своїй переможній промові Мілей пообіцяв нову політичну еру, розпочати реконструкцію Аргентини і покласти край її економічному занепаду.

## Президентство

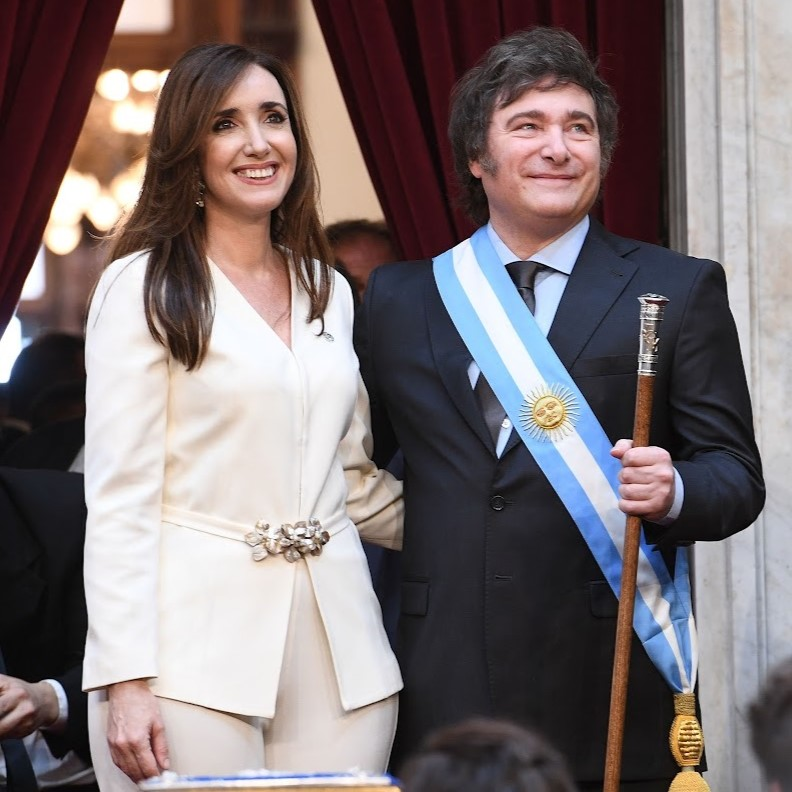
Мілей та Вільярруель під час інавгурації, 10 грудня 2023

### Інавгурація
Мілей вступив на посаду президента 10 грудня 2023 року. Окрім відсутності підтримки в Конгресі, спостерігачі вказували на 200 % рівень інфляції, зростання бідності та поляризацію населення як на виклики для його президентства. Його міністерка закордонних справ Діана Мондіно оголосила, що Аргентина не вступатиме до БРІКС. У своїй першій промові на посаді президента Мілей попередив про економічний шок, який в економічній термінології називають шоковою терапією, що буде використаний як засіб для розв'язання економічних проблем Аргентини. Після інавгурації Мілей став свідком зростання своєї популярності. Після перших урядових та економічних реформ, проведених ним та його міністрами, 53 % аргентинців мали про нього добру або дуже добру думку, згідно з опитуванням Aresco за 15 грудня.

### Перші дії
До складу уряду Мілея входять міністри від «Свобода наступає» та «Разом за зміни». У своїх перших діях на посаді президента Мілей підписав 13 декретів, які в основному стосувалися членів його уряду. Він також скоротив кількість міністерств з 18 до 9 і призначив три секретаріати з портфельними рангами, зокрема він призначив свою сестру на посаду генерального секретаря адміністрації президента, після внесення змін до закону, що забороняв призначення членів сім'ї.
Мілей підписав декрет 70/2023 про дерегуляцію аргентинської економіки. Він підлягає затвердженню Конгресом, який був скликаний на позачергову сесію, що відбудеться в перші місяці 2024 року. За оцінками, цей захід торкнеться приблизно 5000 працівників державного сектору. Аргентинський суд зупинив трудові реформи, які були частиною декрету. Загальна конфедерація праці також організувала загальний страйк проти запропонованої політики, залучивши десятки тисяч аргентинських робітників до 12-годинного страйку, який призвів до скасування сотень рейсів.
У рамках великого зовнішньополітичного розвороту адміністрація Мілея відклала плани щодо вступу до групи БРІКС, до якої Аргентина мала приєднатися 1 січня.

## Погляди
Погляди Мілея описували по-різному. Його називають ультраправим, ультраправим популістом, правим лібертаріанцем, ультраконсерватором та ультралібералом. Як філософський анархо-капіталіст, який у практичних цілях є мінархістом, Мілей виступає за мінімальний вплив держави, зосереджуючись на правосудді та безпеці, з філософією, що ґрунтується на житті, свободі та власності, а також вільному ринку. Він критикує соціалізм і комунізм, виступаючи за економічну лібералізацію та реструктуризацію міністерств. Він виступає проти Центрального банку Аргентини та поточної податкової політики.
В економічному плані Мілей перебуває під впливом австрійської школи й захоплюється політикою колишнього президента Карлоса Менема. Він підтримує капіталізм, вважаючи соціалізм втіленням заздрості та примусу. Мілей пропонує скоротити кількість міністерств і розв'язати економічні проблеми шляхом скорочення витрат і фінансових реформ, критикуючи попередні адміністрації за надмірні витрати. Він високо оцінив економічну політику колишньої прем'єр-міністерки Великої Британії Маргарет Тетчер і назвав її великою лідеркою.
Мілей виступає проти абортів та евтаназії, байдужий до одностатевих шлюбів і підтримує приватизацію в сфері освіти та охорони здоров'я. Він виступає проти обов'язкової вакцинації, підтримує легалізацію наркотиків і проституції. Як прихильник права на зберігання та носіння зброї, Мілей виступає за дерегуляцію володіння вогнепальною зброєю та пропонує імміграційні обмеження для злочинців. У зовнішній політиці Мілей критикує МВФ, виступає проти профспілок, підтримує антисоціалістичних діячів Північної та Південної Америк, таких як Дональд Трамп і Жаїр Болсонару, і надає пріоритет союзу зі Сполученими Штатами та Ізраїлем. Він обережний у відносинах з Китаєм та виступає за діалог щодо Фолклендської війни.

### Хав'єр Мілей та Україна
Мілей підтримує Україну в російсько-українській війні. Після обрання президентом Аргентини Хав'єр Мілей запропонував Президенту України Володимиру Зеленському провести в Аргентині саміт з країнами Латинської Америки щодо досягнення миру в Україні. Президент України вирушив на інавгурацію Хав'єра Мілея.
В інтерв'ю Financial Times Мілей заявив, що планує провести саміт латиноамериканських держав на підтримку України 2024 року. Він зазначив, що для Аргентини є пріоритетом альянси з «країнами, які захищають свободу», включаючи Сполучені Штати, Ізраїль, та Україну, якій він подарував два військові вертольоти російського виробництва.
14 червня 2024 року Аргентина долучилася до коаліції Ukraine Defense Contact Group, до якої входять 54 країни, які координують військову та гуманітарну допомогу Україні.
Під час саміту миру у Швейцарії 2024 року Мілей отримав Орден Свободи від президента України.
На Всесвітньому економічному форумі у Давосі 2025 відбулася зустріч між президентами Мілеєм і Зеленським, де вони обговорили реформи і підтримку у війні.
14 серпня 2025 року Мілей провів телефонну розмову з Президентом України Володимиром Зеленським. Зеленський подякував Мілею за підтримку України, зокрема у Міжнародній коаліції за повернення українських дітей, а також обговорив його можливий візит в Україну.

## Образ
Мілей створив складний і суперечливий публічний образ, позначений поєднанням популістської, правої лібертаріанської та консервативної ідеологій. Відомий своїми ультраліберальними економічними поглядами та правопопулістською риторикою, політична позиція Мілея піддавалася різним інтерпретаціям з боку міжнародних ЗМІ та політичних коментаторів. Його популярність під час президентської кампанії 2023 року, що була викликана перемогою на праймеріз, привернула широку увагу, так само як і його пропозиції щодо ліквідації центрального банку та доларизації економіки.
Мілей відомий своєю яскравою особистістю, відмінним особистим стилем і сильною присутністю в ЗМІ, що часом викликає суперечки, а також своєю прихильністю до теорій змови, включаючи теорію культурного марксизму. Він також назвав зміну клімату соціалістичною брехнею і заявив, що занепокоєння з цього приводу є нічим іншим, як «обманом, який просувають неомарксисти», так само як і спроби скасувати президентські вибори в США 2020 року. Повторюючи Дональда Трампа, він також заявив про фальсифікацію виборів напередодні другого туру президентських виборів 2023 року. Як і інші праві популісти, його риторика зосереджена на протистоянні тому, що він називає політичною кастою. Партію Мілея критикували за те, що серед його кандидатів були неонацисти та апологети останньої аргентинської військової диктатури. Протягом своєї політичної кар'єри Мілей також був фігурантом кількох розслідувань, його звинувачували у жорстокому ставленні до журналістів і критиків, а також у жінконенависницькій поведінці, в тому числі щодо жінок у журналістиці.
Мілей є косплеєром і має образ супергероя під назвою «Генерал АнКап». Він також виступає за вільне кохання. Окрім прізвиська «Перука» (ісп. el Peluca) за його ексцентричну зачіску, яку порівнюють з зачісками Трампа та інших правих популістів Бориса Джонсона і Герта Вілдерса, Мілей відомий також має прізвисько «Божевільний» (ісп. el Loco). ЗМІ називають його «рок-співаком і інструктором з тантричного сексу», «колишнім тренером з тантричного сексу», «сумішшю месіанського проповідника і рок-зірки», а також порівнюють його з Трампом і Росомахою. Шанувальники також називають його «Левом» через пісню, яку він співає під час публічних виступів, у поєднанні з його зовнішністю (зокрема, довгим волоссям).
Стійким і популярним символом, пов'язаним з Мілеєм, стала бензопила (його називають «кандидат-бензопила»), що, зокрема, символізує його «розпилювання» правил, бюрократії та бюрократичної тяганини в Аргентині. Деякі коментатори називають економічну політику Мілея, спрямовану на скорочення регулювання, «економікою бензопили». Прихильники Мілея часто приносять бензопили на мітинги, символізуючи його обіцянку скоротити розмір держави.

## Особисте життя

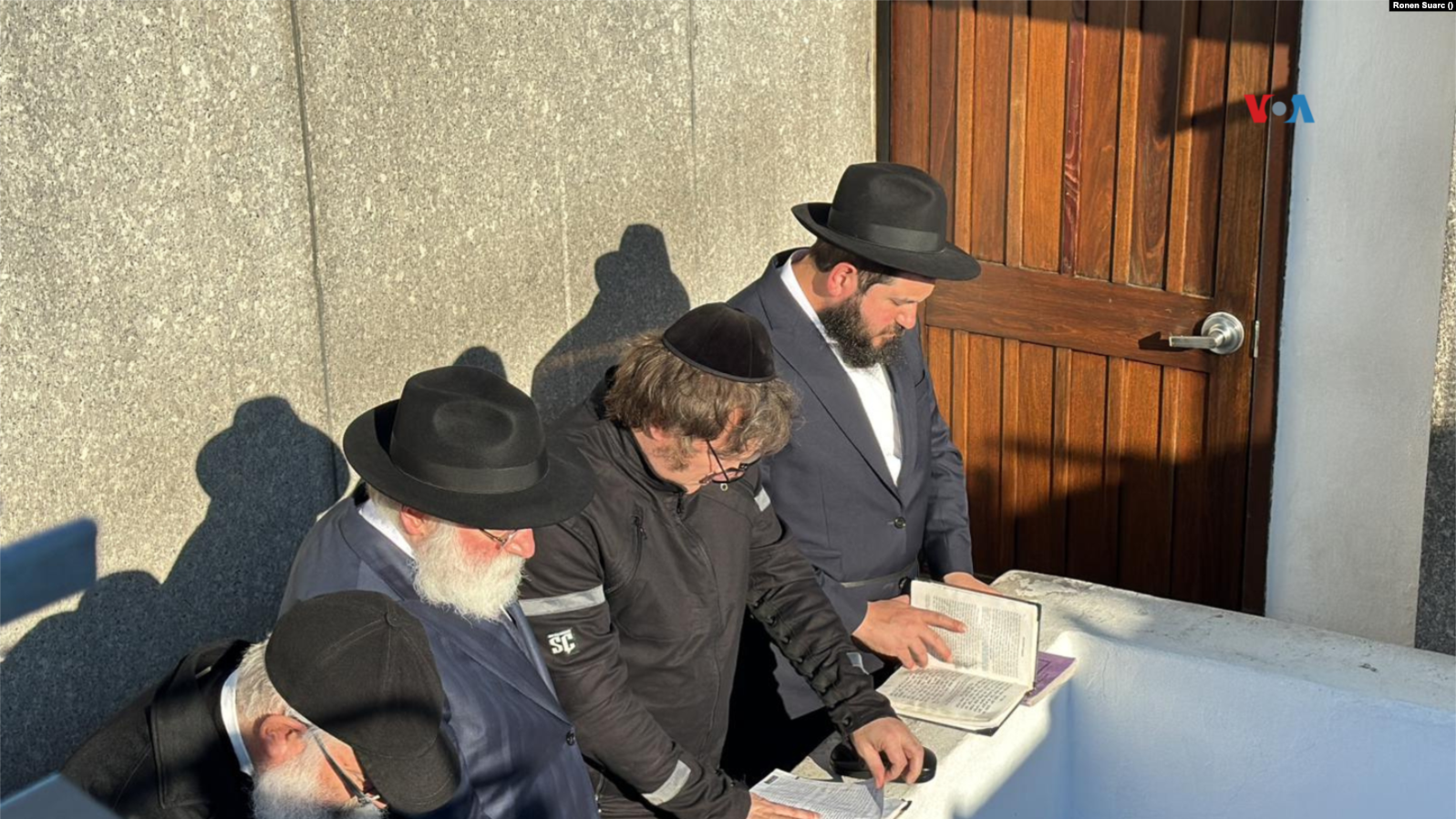
Мілей (у центрі) молиться на могилі Менахема Мендла Шнеєрсона, 27 листопада 2023

Мілей не одружений і заявив, що в разі обрання президентом він доручить своїй сестрі стати першою леді Аргентини. У серпні 2023 року Мілей оголосив, що зустрічається з актрисою Фатімою Флорес. Раніше він зустрічався зі співачкою Даніелою Морі.
Як католик, Мілей критично ставився до католицької церкви часів Папи Римського Франциска, а його зневажливі коментарі про Франциска викликали критику з боку католиків. Мілей також щодня читає Тору і відвідує могилу ортодоксального рабина Менахема Мендла Шнеєрсона. До листопада 2023 року Мілей говорив, що роздумував про перехід в юдаїзм, але дотримання шабату може створити проблеми, якщо він стане президентом. Після обрання президентом повідомлялося, що Мілей має намір прийняти юдаїзм.
Мілей володіє п'ятьма англійськими мастифами, родоначальником яких був Конан, який помер 2017 року від раку хребта. Він вважає Конана своїм сином і назвав чотирьох з шести клонів Конана, в тому числі одного назвав на честь оригіналу, а інших — Анхеліто, Мілтон (на честь Мілтона Фрідмана), Мюррей (на честь Мюррея Ротбарда), Роберт і Лукас (обидва названі на честь Роберта Лукаса-молодшого). Мілей сказав, що клонував Конана, тому що розуміє клонування як спосіб наближення до вічності. Для цього він звернувся до клініки в США; процес обійшовся йому приблизно в 50 000 доларів. Своїх собак він назвав своїми чотирилапими дітьми та подякував їм після перемоги на виборах.

## Публікації

### Книги
- — (2014). Lecturas de Economía en tiempos de Kirchnerismo [Читаючи економіку в часи кіршнеризму] (ісп.). Grupo Unión. ISBN 978-987-3773-00-6.
- — (2014). Política Económica Contrarreloj [Економічна політика проти годинника] (ісп.). Ediciones Barbarroja. ISBN 978-987-45133-2-8.
- — (2015). El retorno al sendero de la decadencia Argentina [Повернення Аргентини на шлях занепаду] (ісп.). Grupo Unión. ISBN 978-987-3677-18-2.
- —; Джакоміні, Дієго (2016). Maquinita, Infleta y Devaluta [Станок, інфляція та девальвація] (ісп.). Grupo Unión. ISBN 978-987-3677-44-1.
- — (2017). Otra vez sopa: maquinita, infleta y devaluta: ensayos de economía monetaria para el caso argentino [Знову суп: станок, інфляція та девальвація: есе про монетарну економіку на прикладі Аргентини] (ісп.). Ediciones B, Grupo Zeta. ISBN 978-987-627-814-0.
- — (2018). Desenmascarando la mentira Keynesiana. Keynes, Friedman y el triunfo de la Escuela Austriaca [Викриття кейнсіанської брехні. Кейнс, Фрідман і тріумф австрійської школи] (ісп.). Grupo Unión. ISBN 978-84-7209-727-8.
- —; Джакоміні, Дієго (2019). Libertad, libertad, libertad [Свобода, свобода, свобода] (ісп.). Galerna. ISBN 978-950-556-739-3.
- — (2020). Pandenomics. La economía que viene en tiempos de megarrecesión, inflación y crisis global [Панденоміка. Майбутня економіка в часи мегарецесії, інфляції та глобальної кризи.] (ісп.). Galerna. ISBN 978-950-556-779-9.
- — (2022). El camino del libertario [Шлях лібертаріанця] (ісп.). Planeta Argentina. ISBN 978-950-49-7456-7.
- — (2023). El fin de la inflación. Eliminar el Banco Central, terminar con la estafa del impuesto inflacionario y volver a ser un país en serio [Кінець інфляції. Ліквідуйте Центральний банк, припиніть аферу з інфляційним податком і знову станьте серйозною країною.] (ісп.). Planeta Argentina. ISBN 978-950-498-171-8.

### Статті
- — (Січень 2004). Real Exchange Rate Targeting. ¿Trilema monetario o control de capitales? La política fiscal [Таргетування реального обмінного курсу. Валютний контроль чи контроль за рухом капіталу? Фіскальна політика]. Revista de Economía y Estadística (ісп.). National University of Córdoba, Faculty of Economic Sciences, Institute of Economics and Finance. 42 (2): 63—87. doi:10.55444/2451.7321.2004.v42.n2.3807. S2CID 154116264.
- — (2014). De los picapiedras a los supersónicos. Maravillas del progreso tecnológico con convergencia [Від Флінстоунів до Джетсонів. Дива технічного прогресу з конвергенцією]. Revista Actualidad Económica (ісп.). National University of Córdoba, Faculty of Economic Sciences, Institute of Economics and Finance (83): 5—18.
- —; з Дієго Джакоміні (2017). Ensayos monetarios para economías Abiertas. El caso argentino [Монетарні нариси для відкритих економік. Аргентина]. Revista Actualidad Económica (ісп.). National University of Córdoba, Faculty of Economic Sciences, Institute of Economics and Finance (91): 5—24.

## Нагороди
- Орден Свободи (Україна, 9 червня 2024) — за визначні особисті заслуги у зміцненні українсько-аргентинського міждержавного співробітництва, підтримку державного суверенітету та територіальної цілісності України[216]
- Міжнародний посланець світла, 2024 — за безумовну підтримку Ізраїлю у війні проти Хамас[217]